# Maksímovka (Primórie)
|  | Per a altres significats, vegeu «Maksímovka». |

Maksímovka (en rus: Максимовка) és un poble del krai de Primórie, a l'Extrem Orient de Rússia, que el 2018 tenia 167 habitants.